# The Cars
Pour les articles homonymes, voir Cars.
The Cars est un groupe de rock américain. Il émerge au début de la scène new wave, dans les années 1970. Le groupe se compose du chanteur et guitariste rythmique Ric Ocasek, du chanteur et bassiste Benjamin Orr, du guitariste soliste Elliot Easton, du multi-instrumentiste Greg Hawkes (qui joue aussi bien des claviers que de la guitare, de la basse et du saxophone) et du batteur David Robinson. Le groupe, originaire de Boston dans le Massachusetts, a signé chez Elektra Records par George Daly en 1977.
Même s'il s'agit d'un groupe de rock, il est surtout connu pour la ballade Drive (Who's Gonna Drive You Home), leur plus grand succès international.

## Biographie

### Les premiers pas
En 1973, Ric Ocasek et Benjamin Orr forment un groupe nommé Milkwood, avec Jas Goodkind à la guitare, Greg Hawkes et John Payne au saxophone, David Humphries aux congas et percussions et Bob Henderson à la batterie. La même année, ils sortent l'album How's the Weather? qui n'obtient pas de succès. Alors Ocasek forme Richard and the Rabbits avec Ben Orr et Greg Hawkes. Et Ric joue aussi en duo avec Ben Orr sous le nom Ric and Ben. Par la suite, ils forment un autre groupe, Cap'n Swing avec le guitariste Elliot Easton, le multiinstrumentiste Danny Louis, le claviériste Danny Schliftlin et le batteur Glenn Evan. Ils enregistrent des démos entre 1974 et 1975, qui paraitront en 2018 sous le titre An Almost Famous Band!. À la suite de la dissolution de Cap'nSwing, ils recrutent alors le multi-instrumentiste Greg Hawkes avec qui Ric Ocasek avait déjà joué au sein du groupe Milkwood en 1973 ainsi que le batteur David Robinson et forment The Cars en 1976.

### Première phase (1976–1988)
The Cars était à l'avant-garde dans la fusion du rock des années 1970 orienté guitares avec la nouvelle musique synth-pop qui a fleuri dans les années 1980. Le groupe a débuté avec son premier album The Cars qui a été disque de platine fin 1978. Ce premier album des Cars a été qualifié de « chef-d'œuvre de rock véritable » par Allmusic. La chanson la plus réussie de l'album Just What I Needed, débute comme une démo en 1977. La chanson a été envoyée comme une mix tape à un DJ local dans la région de Boston, qui a joué la chanson en rotation lourde. Celle-ci a bientôt attiré l'attention des autres DJ, ce qui a conduit à la signature du groupe par Elektra Records en 1977. The Cars l'a mentionné de nombreuses fois, y compris dans leur interview en juin 2000. 
En 1984, le groupe sort son cinquième album Heartbeat City sur lequel se retrouve le hit Drive, qui constitue le troisième single de l'opus et leur plus grand succès a l'international.
Le  13 Juillet 1985, le groupe participe au méga concert donné à Philadelphie dans le cadre du Live Aid, 4 chansons sont jouées soit You Might Think, Drive, Just What I Needed et Heartbeat City. Puis, en 2005, fut produit un DVD pour souligner le 20e anniversaire de l'événement sur lequel apparaissent les deux dernières chansons jouées ce soir là. 
Le groupe se sépare en 1988, et avait toujours découragé Ocasek qui parlait d'une reformation depuis lors. Le bassiste Benjamin Orr est décédé en 2000 d'un cancer du pancréas. 
En 2005, Greg Hawkes et Elliot Easton rejoignent Todd Rundgren à la guitare rythmique et au chant, Kasim Sulton à la basse et au chant et Prairie Prince à la batterie pour former une nouvelle version du groupe, The New Cars. Un album live est produit en 2006, It's Alive comprenant 18 chansons, parmi lesquelles des anciennes des Cars, d'autres de Rundgren et 3 nouvelles compositions.

### Retour et séparation (2010–2011)
Par la suite, les membres survivants originaux, Ric Ocasek, Elliot Easton, Greg Hawrkes et David Robinson sont réunis en 2010 pour enregistrer un nouvel album, intitulé Move Like This, qui sera publié le 10 mai 2011, et annoncent une tournée qui commencera le même jour.
En 2010, les membres fondateurs des Cars annoncent une éventuelle réunion à la publication d'une photos des quatre membres, Ric Ocasek, Elliot Easton, Greg Hawkes et David Robinson aux Millbrook Sound Studios, à Millbrook, New York, sur Facebook.
En octobre 2010, le Billboard rapporte un nouvel album enregistré au studio de Paul Orofino à Millbrook, New York.
Leur nouvel album, Move Like This, est publié le 10 mai chez Hear Music/Concord Music Group, débutant 7e des Billboard' charts. Il comprend 10 morceaux pour une durée totale de 40 minutes. Le premier single, Sad Song est diffusé à la radio le 1er mars, En mai 2011, the Cars entament le The Cars North American Tour Spring 2011, une tournée nord-américaine en 10 dates et jouent aussi au Lollapalooza de Chicago en août.
Hormis leur introduction au Rock and Roll Hall of Fame en 2018, The Cars restent inactifs après avoir terminé la tournée de 2011.

## Membres
- Ric Ocasek - Chant, guitare rythmique
- Jas Goodkind - Guitare
- Benjamin Orr - Basse
- Greg Hawkes - Saxophone
- John Payne - Saxophone
- David Humphries - Congas, percussions
- Bob Henderson - Batterie

## Album
- 1973 : How's the Weather?

## Membres
- Ric Ocasek - Guitare rythmique, chant
- Elliot Easton - Guitare solo
- Danny Louis - Multi-instruments
- Danny Schliftlin - Claviers
- Benjamin Orr - Basse
- Glenn Evan - Batterie

## Album
- 2018 : An Almost Famous Band! - Album de démos enregistrés entre 1974 et 1975

## Membres
- Ric Ocasek - chant et guitare rythmique
- Elliot Easton - guitare solo, chœurs
- Benjamin Orr - chant, guitare basse
- Greg Hawkes - claviers, chœurs
- David Robinson - batterie, chœurs

## Albums
- 1978 : The Cars
- 1979 : Candy-O
- 1980 : Panorama
- 1981 : Shake It Up
- 1984 : Heartbeat City
- 1987 : Door to Door
- 2011 : Move Like This

## Membres
- Todd Rundgren - guitare rythmique, chant
- Elliot Easton - guitare solo, chœurs
- Greg Hawkes - claviers
- Kasim Sulton - basse, chant
- Prairie Prince - batterie

## Album
- 2006 : It's Alive

## Membres
- Ric Ocasek - chant et guitare rythmique
- Elliot Easton - guitare solo, chœurs
- Greg Hawkes - claviers, basse, guitares, chœurs
- David Robinson - batterie, percussions, chœurs

## Musicien additionnel
- Jacknife Lee - Basse occasionnelle, producteur

## Album
- 2011 : Move Like This

### Vidéographie
- 1984 - Live at The Summit, Houston, Texas - 12.09.1984
- 2000 - Live On Musikladen 1979 (Sessions enregistrées Live le 7 juin 1979 dans les studios de Radio Bremen en Allemagne)
- 2005 : Live Aid - Retour sur le méga concert qui eut lieu en 1985 et pendant lequel The Cars ont joués 4 chansons. 2 d'entre elles sont reprises ici.